# Raising Hope
Raising Hope (tựa tiếng Việt: Gà Trống Nuôi Con) là chương trình hài kịch tình huống ở Mỹ, được chiếu trên kênh Fox. Chương trình được sáng lập bởi Greg Garcia, người từng sáng lập chương trình rất ăn khách My Name is Earl.
Raising Hope đã bị cancel sau 4 mùa phim

## Nội dung
Chàng trai 23 tuổi Jimmy buộc phải nuôi một đứa bé gái, tai họa trong một cuộc "tình một đêm" của anh với lại một sát nhân hàng loạt chuyên giết bạn trai. Và bao nhiêu chuyện dở khóc dở cười xảy ra với gia đình Jimmy kể từ khi đứa bé này xuất hiện.

## Diễn viên chính
- Lucas Neff trong vai Jimmy Chance, ba của Hope
- Martha Plimton trong vai Virginia Slim Chance, mẹ của Jimmy, bà nội của Hope.
- Garret Dillahunt trong vai Burt Chance, ba của Jimmy, chồng của Virginia, ông nội của Hope.
- Shannon Woodward trong vai Sabrina Collins, cô gái Jimmy thầm yêu.
- Cloris Cleachman trong vai Maw Maw, bà ngoại của Virginia, bà cố của Jimmy, bà xơ của Hope. Bà bị mắc chứng bệnh Alzheimer, một chứng bệnh mất trí nhớ.
- Gregg Binkey trong vai Barney, quản lý của cửa hàng Howdy, nơi Sabrina làm việc.
- Baylie và Rylie Cregut trong vai bé Hope, con của Jimmy, cháu của Virginia, Burt và Maw Maw.

## Quá trình sản xuất
Vào tháng 6, năm 2009, Greg Garcia dàn dựng một chương trình cho hãng truyền hình Fox, có tựa đề ban đầu là Keeping Hope Alive.
Nam diễn viên trẻ tuổi Lucas Neff và nữ diễn viên kì cựu Martha Plimton được chọn vào vai Jimmy và Virginia Chance vào tháng 11. Garret Dillahunt, nam diễn viên nổi tiếng từng đóng hai vai diễn khác nhau trong chương trình Deadwood, được chọn vào vai Burt Chance vào cuối tháng 11.
Đầu mùa xuân và tháng 3 năm 2010, Cloris Leachman và Shannon Woodward được chọn vào vai Maw Maw và Sabrina Collins.